# Jacodu
Jacodu (węg. Magyarzsákod) – wieś w Rumunii, w okręgu Marusza, w gminie Vețca. W 2011 roku liczyła 334 mieszkańców.